# Brunfelsia grandiflora
Brunfelsia grandiflora ist eine Art aus der Sektion Franciscea der Gattung Brunfelsia. Die meist 1 bis 6 m (selten bis 10 m) hohen Sträucher oder Bäume kommen in Teilen Südamerikas vor.

## Beschreibung

### Vegetative Merkmale
Brunfelsia grandiflora ist ein 1 bis 6 m hoher Strauch oder Baum; einige gesammelte Exemplare sollen 10 m hohe Bäume oder genauso lange Lianen gewesen sein. Die Pflanzen bilden einen kurz oberhalb der Basis stark verzweigten Stamm, der bis zu 7 cm dick werden kann. Die Rinde ist dünn, rau und hell- bis dunkelbraun. Die Äste sind schlank, aufrecht weisend oder abspreizend, unbehaart und mit Laubblättern besetzt, oftmals beinahe rutenförmig und gebogen. Die jungen Zweige sind grün und meist unbehaart, nur selten fein behaart.
Die Laubblätter bestehen aus einem 2 bis 6 mm langen Blattstiel und einer 6 bis 23 cm langen und 2 bis 8 cm breiten Blattspreite. Der Blattstiel ist unbehaart oder fein behaart, er wird korkig und im Alter in Querrichtung runzelig. Die Blattspreite ist lanzettlich bis langgestreckt, oftmals mit nach oben weisenden Blatträndern gebogen. Nach vorn hin sind die Blätter lang oder kurz zugespitzt, die Spitze ist beinahe sichelförmig. Die Blattbasis ist keilförmig bis verengt. Die Blätter sind fest häutig oder beinahe lederig, unbehaart oder nur sehr fein entlang der Mittelrippe behaart, die Oberseite ist dunkelgrün, die Unterseite blassgrün gefärbt. Selten sind die Blätter bereift oder glänzend.

### Blütenstände und Blüten
Die Blütenstände von Brunfelsia grandiflora bestehen aus fünf bis zu einer Vielzahl von nicht-duftenden Blüten, sie können endständig oder unterhalb des Triebendes stehen, einfach oder verzweigt, dicht oder locker sein, die Länge der Blütenstandsachse variiert zwischen 5 und 45 mm.
Unterhalb der Blüten stehen ein bis drei laubblattähnliche Hochblätter mit einer Länge von 1 bis 5 (selten bis 10) mm, sie sind lanzettlich bis eiförmig, bewimpert, fein behaart oder unbehaart. Die Blütenstiele sind 2 bis 5 (selten bis 10) mm lang, unbehaart oder mit vereinzelten drüsigen Trichomen besetzt, an der Frucht verdickt sich der Stiel und wird korkig-warzig.
Der Kelch hat eine Länge von 5 bis 13 mm und einen Durchmesser von 3 bis 7 mm, er ist röhrenförmig-glockenförmig, zur Basis hin etwas verengt und kann an der Spitze etwas aufgeblasen sein. Er ist glatt oder streifig geädert, fest häutig bis beinahe lederig, meist unbehaart, nur selten ist er auf der Innenseite gepunktet oder vereinzelt drüsig behaart. Die Farbe des Kelchs variiert zwischen einem hellen Gelb-Grün und Grau-Grün. Die aufrecht stehenden oder anliegenden Kelchzähne sind 1 bis 5 mm lang, dreieckig bis eiförmig, abgestumpft oder kurz spitz zulaufend, im Alter biegen sie sich gelegentlich leicht zurück. An der Frucht bleibt der Kelch erhalten, er wird dann lederartig und besonders an der Basis korkig-warzig, oftmals springt er an einer oder mehreren Seiten auf.
Die Krone ist zunächst violett, wird im Alter jedoch weiß. Die blassviolette bis weiße Kronröhre hat eine Länge von 15 bis 40 mm und einen Durchmesser von 1,5 bis 3 mm und ist doppelt bis fünfmal so lang wie der Kelch. Am Übergang zwischen Kronröhre und Kronsaum ist ein verdickter, weißlicher Ring ausgeprägt. Der abstehende Kronsaum hat einen Durchmesser von 20 bis 50 mm, die Kronlappen sind 7 bis 15 mm lang, sie sind nahezu gleich groß oder der obere Kronlappen ist etwas vergrößert. Sie überlappen sich etwas an den Seiten, laufen zur Basis hin eng zu, die Spitze ist abgerundet oder ausgebuchtet.
Die vier Staubblätter setzen im oberen Teil der Kronröhre an und stehen nicht über diese hinaus. Die Staubfäden sind dünn und weiß gefärbt, bei den oberen zwei Staubblättern etwa 4 mm lang und bei den unteren 3 mm. Die hellbraunen Staubbeutel sind etwa 1 bis 1,5 mm lang und kreisförmig-nierenförmig. Der aufsitzende Fruchtknoten ist 1,5 bis 2 mm hoch, konisch bis eiförmig und hellgelb. Der Griffel ist schlank, an der Spitze ist er leicht verbreitert. Die leicht zweilappige Narbe ist etwa 1 mm lang, abgestumpft, grün, der obere Lappen ist etwas größer.

### Früchte und Samen
Die Früchte sind 8 bis 20 mm lange und durchmessende, eiförmige bis fast kugelförmige Kapseln. Nach vorn hin können sie abgestumpft oder spitz zulaufend sein. Sie sind glatt, glänzend, zunächst dunkelgrün, später bräunlich, auf der Oberfläche sind korkig-punktförmige bis korkig-warzige Auswüchse vorhanden. Das Perikarp ist 0,3 mm dick, krustig und brüchig eintrocknend, jedoch erst spät aufspringend.
Jede Frucht enthält etwa 10 bis 20 Samen, die 5 bis 7 mm lang und 2 bis 3 m breit sind und unterschiedlich geformt sein können. Meist sind sie elliptisch bis langgestreckt und gewinkelt. Die netzartig gepunktete Oberfläche ist dunkel rot-braun gefärbt. Der leicht gekrümmte Embryo ist etwa 4 mm lang, die Keimblätter sind eiförmig-elliptisch und etwa 1,5 mm lang.

## Vorkommen
Die Art ist in Kolumbien, Venezuela, Ecuador, Peru, Brasilien und Bolivien beheimatet.

## Systematik
Es werden zwei Unterarten unterschieden:
- Brunfelsia grandiflora subsp. grandiflora
- Brunfelsia grandiflora subsp. schultesii Plowman

Die Unterart grandiflora zeichnet sich durch größere Blüten und Früchte aus, ist zudem vor allem in höheren Lagen zwischen 650 und 2000 m zu finden. Die Unterart schultesii hingegen kommt vor allem zwischen 100 und 900 m Höhe vor. Beide Unterarten haben die Chromosomenzahl 2n = 22.

## Anwendung
Unter den Quechua-Namen Chiri, Chiricsanango oder Chuchuhuasha spielt diese Pflanze in der traditionellen schamanischen Volksheilkunde des Vegetalismus im westlichen Amazonasbecken eine Rolle als Meisterpflanze. Ihr werden eine Persönlichkeit und verschiedene Heilkräfte zugeschrieben. Ein Spezialist, der sich unter anderem auf die Anwendung dieser Pflanze versteht heißt Sananguero. Die Blätter, Rinde und Wurzeln können Verwendung finden. Die Pflanze enthält das Alkaloid Skopoletin (nicht zu verwechseln mit Skopolamin). Die physische Wirkung der Einnahme von Chiricsanango könne dramatisch und gefährlich sein – ein Kribbeln und Vibrieren in den Extremitäten, das sich ausbreitet, periodisches Kälteempfinden, Tremor, Vibrationen in Brust und Rücken, Magenkrämpfe, Übelkeit, Schwindel, Koordinationsverlust.